# Mount Warnke
Mount Warnke är ett berg i Antarktis. Det ligger i Västantarktis. Argentina, Chile och Storbritannien gör anspråk på området. Toppen på Mount Warnke är 915 meter över havet, eller 115 meter över den omgivande terrängen. Bredden vid basen är 1,5 km.
Terrängen runt Mount Warnke är kuperad åt nordost, men åt sydväst är den platt. Trakten är obefolkad. Det finns inga samhällen i närheten. 